# 1945 aux États-Unis
Pour des articles plus généraux, voir Chronologie des États-Unis et 1945.
Chronologie des États-Unis
- 1941
- 1942
- 1943
- 1944
- 1945
- 1946
- 1947
- 1948
- 1949

Cette page concerne des événements d'actualité qui se sont produits durant l'année 1945 du calendrier grégorien aux États-Unis.

## Gouvernement
- Président : Franklin D. Roosevelt, jusqu'au 12 avril, puis Harry S. Truman
- Vice-président : Henry A. Wallace jusqu'au 20 janvier, puis Harry S. Truman jusqu'au 12 avril, puis aucun
- Secrétaire d'État : Edward R. Stettinius, Jr, puis James F. Byrnes
- Chambre des représentants - Président

## Événements
- 12 avril : décès du président Franklin Delano Roosevelt. Le vice-président Harry S. Truman (Parti démocrate) lui succède à la présidence des États-Unis (jusqu'en 1953)[1].
- 23 avril : Molotov, reçu à la Maison-Blanche, se fait reprocher le comportement de l’Union soviétique vis-à-vis de la Pologne.
- Mai : interruption du prêt-bail à la Russie pour faire pression sur elle.
- 25 mai : explosion au centre de recherche de l'armée américaine Edgewood Arsenal (Maryland) ; elle tue douze travailleurs des munitions et blesse plus de cinquante autres.
- 22 juin : le général Douglas MacArthur est nommé commandant en chef de toutes les forces du Pacifique.
- 16 juillet : Trinity test. Explosion de la première bombe atomique à la suite du projet Manhattan américain, dans le désert près de Alamogordo dans l’État du Nouveau-Mexique.
- 28 juillet : un bombardier américain B-25 s'écrase sur le 79e étage de l'Empire State Building à New York faisant 13 victimes.
- 6 août : les États-Unis font exploser une bombe atomique sur la ville japonaise d'Hiroshima.
- 9 août : les États-Unis font exploser une bombe atomique sur la ville japonaise de Nagasaki.
- 28 août : Débarquement des forces américaines au Japon. 500 000 hommes seront présents dans le pays au plus fort de l'occupation.
- 2 septembre : Actes de capitulation du Japon. Fin du soutien financier et matériel américain (prêt-bail) aux Alliés. La Seconde Guerre mondiale est terminée.
- 21 septembre : arrêt de la production de la Jeep. Plus de 600 000 exemplaires furent produits depuis le 17 novembre 1941 par Willys et Ford
- 8 novembre : Revenue Act. La fin du conflit entraine une forte réduction de la fiscalité (une première depuis la loi Revenue Act de 1932). Suppression de la surtaxe sur les produits des entreprises. L'impôt sur le revenu est diminué de 4 % et l'impôt sur les sociétés de 5 %.
- Le prix Nobel de la paix est attribué à l'Américain Cordell Hull.

## Économie et société
- 33 % d’inflation entre septembre 1939 et août 1945.
- 230 milliards de dollars de PNB.
- 145 millions d’habitants.
- 12 466 000 Américains enrôlés dans l’armée, 322 188 tués, 700 000 blessés.
- Le coût total du conflit est de 304 milliards de dollars. Il a été couvert par l’emprunt (167,2 milliards souscrits en bons de guerre) et par l’impôt (136,8 milliards).
- 43 millions d'américains payent l'impôt sur le revenu (4 millions en 1939).
- 150 000 Juifs européens émigrent aux États-Unis après la guerre.
- Développement du syndicalisme. L’AFL et le CIO comptent chacun six millions de membres en 1945.
- Premières baisses des dépenses fédérales depuis le début de la guerre : 92,7 milliards de dollars.
- L'ensemble des taxes et impôts fédéraux représente 45,2 milliards de dollars, soit 20,4 % du PIB.
- 47,6 milliards de déficit (21,5 % du PIB).
- La Seconde Guerre mondiale et les dépenses militaires massives ont provoqué un accroissement sans précédent de la dette fédérale qui a été multiplié par 5 en 5 ans : 260 milliards de dollars, soit 117,5 % du PIB.

## Naissances en 1945
- 28 mai : Patch Adams, médecin et fondateur de la Gesundheit! Institute (en).

## Décès en 1945
- 12 avril : Franklin D. Roosevelt, Président des États-Unis.